# Brachiaria semiverticillata
Brachiaria semiverticillata là một loài thực vật có hoa trong họ Hòa thảo. Loài này được (Rottler) Alston mô tả khoa học đầu tiên năm 1931.